# Relações entre Afeganistão e Paquistão
As relações entre o Afeganistão e o Paquistão iniciaram em agosto de 1947, após a Índia britânica ser dividida em República da Índia e República Islâmica do Paquistão. O Paquistão e o Afeganistão são geralmente descritos pelo presidente afegão, Hamid Karzai como "irmãos inseparáveis",  o que é devido as ligações históricas, religiosas e etnolinguísticas dos povos de maioria pashtun do Afeganistão, bem como o comércio e outras relações. Ambos os estados vizinhos são repúblicas islâmicas e parte da Associação Sul-Asiática para a Cooperação Regional (SAARC).
As relações entre os dois países foram afetadas negativamente por questões relacionadas com a Linha Durand, a guerra de 1978 até a presente data (ou seja, os Mujahideen, os refugiados afegãos, a insurgência talibã e as escaramuças de fronteira), incluindo água e a crescente influência da Índia no Afeganistão.  No entanto, os dois países estão trabalhando juntos para encontrar soluções para estes problemas. Isso inclui a possível cooperação em defesa e partilha de informações, bem como melhorar ainda mais o comércio bilateral e abolição de vistos para os diplomatas dos dois países.